# Grušovlje
Grušovlje este o localitate din comuna Rečica ob Savinji, Slovenia, cu o populație de 77 de locuitori.